# Comendador militar
El comendador militar era el cargo que tenía la misión de brindar seguridad militar a los siervos a él encomendados.

## Orígenes
El régimen de encomienda español tiene orígenes que se remontan a la Reconquista (722 - 1492). Cada vez que un territorio era tomado a los musulmanes, quedaba encomendado de por vida a su conquistador, el príncipe o caballero que lo sometía usando su tropa, quien a partir de la encomienda pasaba a llamarse comendador.
La tropa, compuesta por soldados que solían ser miembros de la servidumbre personal, leva o mercenarios, adquirían el derecho a una porción de la tierra recuperada (para ocuparla y en carácter de usufructo vitalicio) dentro de la jurisdicción encomendada por el Rey de Castilla.
El Rey conservaba la propiedad de la tierra. A su vez, todos eran vasallos del pontificado de Roma. En el esquema tributario, todos pagaban tributo al comendador, a la Iglesia y al Rey de Castilla.
Asimismo, hay relatos de encomiendas donde los habitantes musulmanes debieron, en la práctica, convertirse a la fuerza al cristianismo. Sin embargo, la Iglesia Católica considera inválidos los bautismos realizados bajo coacción.